# The Medium (Oper)
The Medium (deutsch: Das Medium) ist eine Oper in zwei Akten von Gian Carlo Menotti, der auch das Libretto verfasste. Die Uraufführung fand am 8. Mai 1946 im Brander Matthews Theater in New York statt.

## Handlung

### Erster Akt
Baba, eine Emigrantin aus Europa, die in New York eine Heimat gefunden hat, hält zusammen mit ihrer Tochter Monica und Toby, einem stummen Waisenjungen, in ihrem Haus unter dem Namen Madame Flora Séancen ab, in denen sie die Erscheinung Verstorbener vorgaukelt, und verdient dabei nicht schlecht. Das Ehepaar Gobineau, regelmäßige Besucher der Abende, ist heute gemeinsam mit Mrs. Nolan zu Gast. Das Licht wird gelöscht, Toby betätigt den geheimen Apparat, der den Tisch verrückt, und Monica stellt in einem Lichtschein die Stimmen und Erscheinungen aus dem Jenseits dar, zunächst die der Tochter von Mrs. Nolan, dann den zweijährigen ertrunkenen Sohn der Gobineaus. Baba erschrickt auf einmal: eine eiskalte Hand hat sich um ihre Kehle gelegt. Sie bricht die Séance ab. Die Gäste wollen eine neue Sitzung verabreden. Madame Flora erklärt die Sitzungen für einen Schwindel. Die drei Klienten glauben, die Gedanken ihrer Gastgeberin seien benebelt und gehen. Baba will Toby für das Ereignis verantwortlich machen. Als er sich hinter einem Puppentheater versteckt, geht sie auf ihn los, doch Monica, die den Jungen ins Herz geschlossen hat, rettet ihn. Baba bekommt ein schlechtes Gewissen wegen der Betrügereien und wendet sich immer mehr dem Alkohol zu.

### Zweiter Akt
Einige Tage später. Während Baba das Haus verlassen hat, kommt es zu einer zärtlichen Begegnung zwischen Toby und Monica. Während sie einen Walzer tanzen legt Monica dem stummen Toby mit ihren Worten eine Liebeserklärung in den Mund. Plötzlich platzt Baba herein. Sie will Toby ein Geständnis abringen. Sie glaubt, dass er ihr die immer noch unerklärliche kalte Hand an den Hals gelegt habe, kämpft jedoch mit der Unsicherheit, falls dem nicht so sein sollte. Die Gobineaus kommen mit Mrs. Nolan wieder zu einer Sitzung, Baba alias Madame Flora beteuert abermals, alles sei Lüge, doch die drei Klienten bleiben und glauben ihr nicht. Sie vertreibt alle aus dem Haus und trinkt, bis sie einschläft. Als Toby auf der Suche nach Monica ist, wacht Baba unbeabsichtigt auf. Toby verbirgt sich hinter einem Vorhang. Als dieser sich  bewegt, bekommt Flora eine Höllenangst. Sie schießt: Toby ist tödlich getroffen. Monica läuft, um Hilfe zu holen. Flora glaubt, sie habe einen Geist bezwungen, ist sich bis zum Schluss der Oper aber immer noch unsicher, ob er sie berührt hatte. Mit den Worten „Warst du's?!“ endet die Oper.

## Orchester
Die kammermusikalische Besetzung der Oper umfasst die folgenden Instrumente:
- Holzbläser: Flöte, Oboe, Klarinette, Fagott
- Blechbläser: Horn, Trompete
- Schlagzeug: kleine Trommel, Rührtrommel, große Trommel, Tamburin, Becken, Triangel
- Klavier vierhändig, Celesta
- Streicher (solistisch, in größeren Theatern auch chorisch): zwei Violinen, Bratsche, Violoncello, Kontrabass

## Werkgeschichte
Die Idee zu dem Werk erhielt Menotti, als er 1936 in St. Wolfgang im Salzkammergut eine Séance miterlebte. Auf diese Erfahrung griff er zurück, als er fast 10 Jahre später von der Columbia University den Kompositionsauftrag für eine Oper erhielt. Die Uraufführung der ersten Fassung fand am 8. Mai 1946 am Brander Matthews Theater der Universität statt. Danach wurde das Werk von der Ballet Society übernommen, die das Werk am 18. Februar 1947 im Heckscher Theater aufführte, zusammen mit der Uraufführung des Einakters The Telephone, den Menotti schrieb, um die kurze Oper zu einem vollständigen Theaterabend zu ergänzen. Am 1. Mai 1947 erfolgte schließlich die Broadway-Premiere am New Yorker Ethel Barrymore Theater. Der Erfolg beim Publikum hielt sich anfangs in Grenzen, bis die Presse über das wohlwollende Urteil Arturo Toscaninis berichtete, der gleich drei Aufführungen in Folge besuchte. Daraufhin lief The Medium über ein halbes Jahr vor ausverkauftem Haus. Menotti selbst führte 1951 bei der Verfilmung der Oper Regie und erhielt dafür einen Sonderpreis bei den Internationalen Filmfestspielen von Cannes 1952.